# Türkiskehlkolibri
Der Türkiskehlkolibri (Cynanthus lawrencei, Syn.: Cyanthus latirostris lawrencei, Iache lawrencei) ist eine Vogelart aus der Familie der Kolibris (Trochilidae), die endemisch auf den mexikanischen Marias-Inseln ist. Der Bestand wird von der IUCN als potenziell gefährdet (Near Threatened) eingeschätzt. Die Art gilt als monotypisch.

## Merkmale
Der Türkiskehlkolibri erreicht bei einem Körpergewicht von lediglich ca. 3,0 bis 4,0 g eine Körperlänge von etwa 9,0 bis 10,0 cm, wobei die Flügel 5,1 bis 5,3 cm, der Schwanz 30,2 bis 32,6 mm und der breite rötliche Schnabel mit schwarzer Spitze 18,6 bis 19,5 mm lang sind. Bei adulten Vögeln sind beide Geschlechter auf dem Rücken metallisch bronzegrün mit stumpferem Gefieder auf Scheitel und Stirn. Ausgewachsene Männchen haben einschließlich der Sekundärdecken und der Oberflügel eine leuchtend metallisch grüne Oberseite, eine türkisgrün schillernde Kehle und eine metallisch bronzegrüne Unterseite. Die Ausnahme sind die dunkelgrauen Unterschwanzdecken. Es hat einen gekerbten, glänzend blauschwarzen Schwanz mit grauen Spitzen an den Steuerfedern und bräunlich-schwarze Schwungfedern. Die metallisch grüne Oberseite des Weibchens wirkt stumpfer als die des erwachsenen Männchens. Das Gesicht des Weibchens wird von einem weißlichen Überaugenstreif und dunkelgrauen Ohrmuscheln dominiert. Die Unterseite ist grau, oft am hellsten an der Kehle. Der quadratische Schwanz ist an der Basis bronzegrün schillernd und geht vom Körper weg in ein schillerndes Blau mit weißlichen Spitzen an den äußeren zwei bis drei Steuerfedern über. Jungtiere ähneln vermutlich den Weibchen. Die Iris ist bei beiden Geschlechtern dunkelbraun, die Beine und Zehen sind dunkelgrau.

## Fortpflanzung
Es ist wenig über seine Brutbiologie bekannt. Als Brutzeit des Türkiskehlkolibris wird April und Juni genannt. Vermutlich wird das Nest ausschließlich vom Weibchen gebaut. Das Nest wurde bisher nicht beschrieben, dürfte aber wie beim Breitschnabelkolibri aus kleinen Zweigen, Baumrindenstreifen und Spinnennetzen gewebt sein.

## Lautäußerungen
Der Gesang des Türkiskehlkolibris ist bisher nicht beschrieben.

## Verhalten
Die einzige Fortbewegungsart des Türkiskehlkolibris ist der Flug, da seine winzigen Füße und Beine weder zum Laufen noch zum Hüpfen geeignet sind. Seinen Schwebeflug nutzt er für die Nektarsuche. Kurze Streifzüge, die sowohl Schwebe- als auch Vorwärtsflüge beinhalten, dienen dem Fang von Gliederfüßern, während der Vorwärtsflug zusätzlich dem Transport und für aggressives Verhalten genutzt wird. Der Energieverbrauch im Flug wurden bisher nicht gemessen, beträgt aber wahrscheinlich das 10- bis 11-Fache von dem der Ruhephasen.

## Verbreitung und Lebensraum

Verbreitungsgebiet (grün) des Türkiskehlkolibris

Der Türkiskehlkolibri bewegt sich ganzjährig in saisonal trockenem, mittelgroßen tropischen Laubwald, in den sich einige Elemente von Dornengestrüpp mischen. Dieser Lebensraum ist dem von ungestörter Natur auf dem Festland sehr ähnlich. Im Juni und Juli 1962 wurde eine hohe Nistdichte des Vogels in Wald mit Caelenodendron mexicanum und Bursera gummifera festgestellt. Die Regenzeit auf den Marias-Inseln erstreckt sich von Juni bis Dezember, mit ca. 65–76 cm Niederschlag pro Jahr. Es wird deshalb vermutet, dass der Türkiskehlkolibri saisonal bestimmte Gebiete bevorzugt, doch wurde diese Theorie bisher nicht weiters untersucht.

## Migration
Der Türkiskehlkolibri gilt als Standvogel, doch wurden schon wenige Individuen in Nayarit gesichtet.

## Etymologie und Forschungsgeschichte
Die Erstbeschreibung des Türkiskehlkolibris erfolgte 1887 durch Hans Hermann Carl Ludwig von Berlepsch unter dem wissenschaftlichen Namen Iache lawrencei. Das Typusexemplare stammten von den Marias-Inseln. Vergleichsexemplare wurden ihm von Alphonse Forrer (1836–1899) zur Verfügung gestellt. 1827 führte William Swainson die neue Gattung Cynanthus ein. Dieser Name ist ein griechisches Gebilde aus »κυανός kyanos« für »dunkelblau« und »ἄνθος anthos« für »Blüte«. Der Artname »lawrencei« ist George Newbold Lawrence gewidmet.
Lange wurde die Art als Unterart des Breitschnabelkolibris betrachtet.